# 二苯基硒
二苯基硒是一种有机化合物，化学式为C12H10Se。它可由碘苯、硒和碳酸钾在碘化亚铜催化下于二甲基亚砜中加热反应制得，它也能由二苯基二硒和叔丁醇钾在二甲基亚砜中反应得到。它可以被过氧化氢氧化为二苯基亚硒砜，或被次氯酸钠氧化为二苯基硒砜。